# Historia del uniforme del Watford Football Club
El uniforme del Watford FC en sus inicios fue de camisa de tres colores: rojo, verde y amarillo, pero en los años 1970 cambió sus colores por los actuales amarillo, rojo y negro.
A partir de la temporada 2020/21 el proveedor será la marca española Kelme.

## Proveedor
| Periodo   | Proveedor      | Patrocinador     |
| --------- | -------------- | ---------------- |
| 1974–1982 | Umbro          | N/A              |
| 1982–1985 | Umbro          | Iveco            |
| 1985–1988 | Umbro          | Solvite          |
| 1988–1989 | Umbro          | Eagle Express    |
| 1989–1991 | Umbro          | Herald & Post    |
| 1991–1993 | Bukta          | RCI              |
| 1993–1995 | Hummel         | Blaupunkt        |
| 1995–1996 | Mizuno         | Blaupunkt        |
| 1996–1998 | Mizuno         | CTX              |
| 1998–1999 | Le Coq Sportif | CTX              |
| 1999–2001 | Le Coq Sportif | Phones 4u        |
| 2001–2003 | Kit@           | Toshiba          |
| 2003–2005 | Kit@           | Total            |
| 2005–2007 | Diadora        | Loans.co.uk      |
| 2007–2009 | Diadora        | Beko             |
| 2009–2010 | Joma           | Evolution HDTV   |
| 2010–2012 | Burrda         | Burrda           |
| 2012–2013 | Puma           | Football Manager |
| 2013–2016 | Puma           | 138.com          |
| 2016–2017 | Dryworld       | 138.com          |
| 2017–2020 | Adidas         | FxPro            |
| 2020–     | Kelme          | FxPro            |

## Evolución

### Local
| 2020-21 | 2019-20 | 2018-19 | 2017-18 | 2016-17 |  | 2015-16 | 2014-15 |
| 2013-14 | 2012-13 | 2011-12 |         |         |  |         |         |

### Visita
| 2020-21 | 2019-20 | 2018-19 | 2017-18 | 2016-17 | 2015-16 | 2014-15 |
| 2013-14 | 2012-13 | 2011-12 |         |         |         |         |

### Tercero
| 2019-20 |